# Diodia froesii
Diodia froesii là một loài thực vật có hoa trong họ Thiến thảo. Loài này được Sucre mô tả khoa học đầu tiên năm 1971.